# Joseph Prestwich
Joseph Prestwich (Clapham, Londres, 12 de março de 1812 — 23 de junho de 1896) foi um geólogo e empresário britânico. É conhecido como especialista do período geológico terciário e por ter confirmado as descobertas de Jacques Boucher de Perthes. Foi laureado com a medalha Wollaston de 1849, concedida pela Sociedade Geológica de Londres.

## Vida
Prestwich foi educado em Paris e Reading antes de estudar química e filosofia natural na University College London. Lá ele era um ávido visitante das coleções geológicas e mineralógicas do museu da universidade. Em 1830 ele começou a trabalhar no comércio de vinhos da família - um trabalho que, surpreendentemente, ele continuou a fazer junto com seu trabalho como geólogo até 1872. Este trabalho o envolveu viajando extensivamente pelo Reino Unido e pelo Canal da Mancha na França e na Bélgicative que fazer. Em suas viagens, ele fez inúmeras observações geológicas e procurou conhecer os geólogos que trabalhavam lá. Em 1833 tornou-se membro da Sociedade Geológica de Londres.
No final da década de 1860, Prestwich atuou na Royal Coal Commission e na Royal Commission on the Metropolitan Water Supply. Em 1870 ele se casou com Grace Anne McCall, sobrinha de seu amigo Hugh Falconer. Depois de se aposentar do comércio de vinhos, foi nomeado para a cadeira de geologia da Universidade de Oxford em 1874, cargo que ocupou até sua aposentadoria em 1888. Após a aposentadoria, ele se aposentou em Darent Hulme, sua casa em Shoreham, onde continuou seus estudos geológicos até sua morte em 1896.

## Trabalho
Os primeiros trabalhos de Prestwich refletiam suas viagens frequentes: lidando com a geologia em torno de Gamrie em Banffshire, na Escócia, e restos de mamíferos na área de Épernay, no norte da França. No entanto, as duas obras não foram publicadas até 1837. Prestwich fez seu nome como geólogo com seu trabalho de 1836 sobre a geologia de Coalbrookdale (Geology of Coalbrookdale, ilustrado por John Morris), a primeira monografia sobre um distrito de mineração de carvão inglês. Foi baseado em pesquisas que ele havia realizado em 1831 e 1832. A partir de 1846, ele voltou sua atenção para os depósitos terciários da Bacia de Londres, que classificou e depois correlacionou com depósitos da mesma idade na Inglaterra, França e Bélgica. Em 1858, a pedido de Hugh Falconer, ele conheceu o arqueólogo John Evans em Abbeville e viajou para St. grande antiguidade do homem. Esta tese não foi aceita inequivocamente pelos arqueólogos de sua época. Juntamente com Evans, Prestwich examinou os poços de cascalho de St. Acheul e pôde confirmar as observações de de Perthes. O relato de Prestwich sobre o assunto foi publicado no Proceedings of the Royal Society de 1859-1860. Embora a controvérsia científica em torno do significado desses achados continuasse por muito tempo, a confirmação dos achados por Prestwich e Evans foi um marco importante no estudo da história humana.
 

A partir de 1859, Prestwich escreveu vários ensaios sobre depósitos quaternários jovens pós-Plioceno, como o loess do sul da Inglaterra e norte da França e a distribuição dos depósitos da Idade do Gelo. Depois de passar do comércio de vinhos para a Cátedra de Geologia, o número de suas publicações aumentou significativamente. Além de muitos ensaios - inclusive sobre as condições geológicas para a construção de um Túnel do Canal - ele publicou em 1886 e 1887 um livro de geologia em dois volumes intitulado Geologia, Química e Física, Estratigráfica e Paleontológica. Em vista de sua convicção, expressa ainda em 1893, de que grandes partes da Europa Ocidental Atlântica e as áreas costeiras do Mediterrâneo no final da era glacial mais recente foram inundadas por megatsunamis maciços, com esses trechos de terra experimentando parcialmente elevação e subsidência tectônica, Prestwich foi provavelmente o último representante significativo de ideias catastróficas na geologia do século XIX.